# Villalba (Venezuela)
Villalba è un comune del Venezuela situato nello Stato federato di Nueva Esparta.
Il capoluogo del comune è la città di San Pedro de Coche.